# Fregattenkapitän

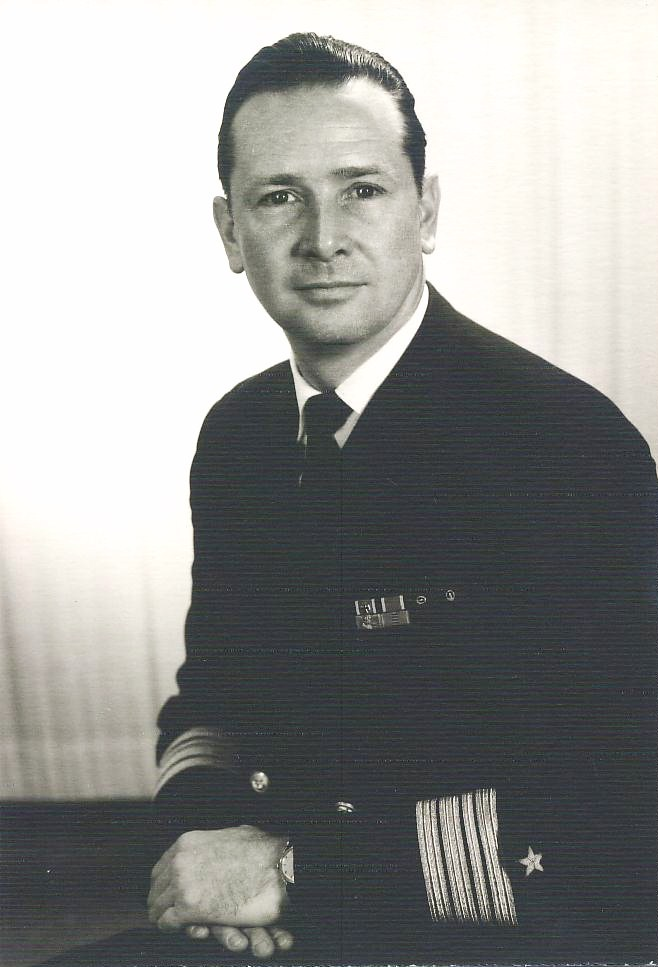
Rudolf Arendt als Fregattenkapitän der Bundesmarine (1966)

Fregattenkapitän ist ein militärischer Dienstgrad der Marine.

## Bundeswehr
Fregattenkapitän ist ein Dienstgrad der Bundeswehr für Marineuniformträger. Gesetzliche Grundlage sind die Anordnung des Bundespräsidenten über die Dienstgradbezeichnungen und die Uniform der Soldatinnen und Soldaten und das Soldatengesetz.

### Anrede
In der Zentralrichtlinie A2-2630/0-0-3 „Formen und Feiern der Bundeswehr“ (ehemals ZDv 10/8) wird die Anrede aller Stabsoffiziere in Marineuniform mit „Herr Kapitän“ festgesetzt. In der Marine ist es in der mündlich-informellen Anrede traditionell außerdem üblich, „Kapitän“ wie „Kap’tän“ auszusprechen.

### Dienstgradabzeichen
Die Dienstgradabzeichen des Fregattenkapitäns zeigen vier Ärmelstreifen auf beiden Unterärmeln; drei Streifen sind mittelbreit, der zweitoberste schmal.

### Sonstiges
Die Dienstgradbezeichnung ranggleicher Luftwaffen- und Heeresuniformträger lautet Oberstleutnant. Hinsichtlich Befehlsbefugnis, Ernennung, Sold, den nach- und übergeordneten Dienstgraden, ähnlich auch hinsichtlich der Dienststellungen sind Fregattenkapitäne und Oberstleutnante gleichgestellt. Im NATO-Rangcode entspricht der Fregattenkapitän dem Rangcode OF-4 und daher beispielsweise dem Commander der britischen und US-amerikanischen Marine.
| Offizierdienstgrad | |                                                                                                |
| Niedrigerer Dienstgrad | | Höherer Dienstgrad                                                                             |
| Major Korvettenkapitän Oberstabsarzt Oberstabsapotheker Oberstabsveterinär                                                      | Oberstleutnant Fregattenkapitän Oberfeldarzt Oberfeldapotheker Oberfeldveterinär Flottillenarzt Flottillenapotheker | Oberst Kapitän zur See Oberstarzt Oberstapotheker Oberstveterinär Flottenarzt Flottenapotheker |
| Dienstgradgruppe: Mannschaften – Unteroffiziere o.P. – Unteroffiziere m.P. – Leutnante – Hauptleute – Stabsoffiziere – Generale | |                                                                                                |

## Volksmarine
Der Fregattenkapitän war in der Volksmarine der DDR der mittlere Dienstgrad in der Dienstgradgruppe der Stabsoffiziere und vergleichbar dem NATO-Rangcode OF-4. Er entsprach dem Oberstleutnant der NVA.
Das Dienstgradabzeichen bestand aus Schulterstücken mit marineblauem Untergrund und einer darauf geflochtenen silbernen Schnur, auf der zwei viereckige goldfarbene Schultersterne angebracht waren. Schulterstücke wurden zu allen Uniformteilen getragen.
Das Ärmelabzeichen bestand aus vier gelbfarbigen einfachen Streifen und ist nicht zu verwechseln mit dem des Kapitäns zur See der Kriegsmarine und der Deutschen Marine. Darüber war das Laufbahnabzeichen angebracht. Im Unterschied zu allen übrigen deutschen Marinestreitkräften bedeckten die Ärmelabzeichen nur zu ca. 40 % den Ärmelumfang.
| Dienstgrad                  |                  |                        |
| niedriger: Korvettenkapitän | Fregattenkapitän | höher: Kapitän zur See |

## Kaiserliche Marine, Reichsmarine und Kriegsmarine
Der Rang des Fregattenkapitäns wurde von Kaiser Wilhelm II. mit AKO vom 23. November 1898 in der Kaiserlichen Marine geschaffen. Er trat an die Stelle des erst kurz zuvor, mit AKO vom 9. Februar 1897, eingeführten Korvettenkapitän mit Oberstlieutenantsrang. Von diesem übernahm der Fregattenkapitän seine Rangabzeichen: auf dem Unterärmel vier goldfarbenen Ärmelstreifen mit einer gestickten Kaiserkrone darüber (analog dem Kapitän zur See), dazu geflochtene Schulterstücke aus Silberplattschnur mit einem vierspitzigen goldfarbenen Rangstern.
In der Reichsmarine der Weimarer Republik ersetzte ein fünfspitziger goldfarbener Stern die vorher über den Ärmelstreifen getragenen Krone. Das Abzeichen wurde erst in der Kriegsmarine, und dies relativ spät, geändert: Für alle ab dem 1. August 1940 beförderten Fregattenkapitäne waren nur noch drei mittelbreite Ärmelstreifen vorgesehen; die vorher ernannten Ranginhaber behielten vier Ärmelstreifen. Mit Verfügung vom 25. Februar 1944 (vermutlich mit Wirkung zum 1. April 1944) erhielten Fregattenkapitäne dann drei mittelbreite und einen schmalen Ärmelstreifen, der schmale Streifen zwischen den beiden oberen mittelbreiten Streifen.
Ingenieuroffiziere trugen an Stelle des Seesterns am Ärmel und auf den Schulterstücken ein Zahnrad, Sanitätsoffiziere den Äskulapstab, Marinewaffendienst 2 gekreuzte Rohre, Sperrwaffendienst eine Raise (symbolisierte Mine), Nachrichtendienst einen Blitz, Verwaltungsoffiziere den Merkurstab.
| Dienstgrad                  |                  |                        |
| niedriger: Korvettenkapitän | Fregattenkapitän | höher: Kapitän zur See |

## Weitere Streitkräfte
Den Rang Fregattenkapitän gab es auch in der österreichischen Marine.
In einigen Marinen, zum Beispiel der russischen Marine, wird dieser Dienstgrad als „Kapitän Zweiten Ranges“ bezeichnet. In der United States Navy entspricht der Rang dem eines Lieutenant Colonels (Oberstleutnants) bei der United States Army bzw. der United States Air Force. Alle Ränge gehören der O-5 Rangstufe des US-Militärs an.
Der dieser Dienstgradstufe entsprechende Dienstgrad in anglophonen Marinen wird meist als Commander bezeichnet.